# Albrecht Riezler
Albrecht Riezler (* 26. Juli 1856 in München, Königreich Bayern; † 22. Februar 1935 in Reutte, Tirol) war ein deutscher Maler, der in Tirol wirkte.

## Leben
Albrecht Riezler war ein Sohn aus der zweiten Ehe des Bankiers Joseph Riezler mit Alphonsine, geborene Sendtner, einer Tochter des Schriftstellerehepaars Jakob Ignaz und Barbara „Betty“ Sendtner. Seine älteren Bruder waren der Historiker Sigmund von Riezler und der bayerische Generalmajor Emanuel Riezler. Albrecht Riezler besuchte in München die Knaben-Schule der Dom-Pfarr-Schule an der Fingergasse 2 und wechselte als 14-Jähriger an die königliche Kreis-Gewerb-Schule zu München, wo er später sein Reifezeugnis erhielt. Im Schuljahr 1870/71 wurde er dort mit einem Buchpreis bedacht (F. v. Tschudi: Das Thierleben der Alpenwelt).
Riezler erlernte die Malerei autodidaktisch und war ab 1873 nebenberuflich als Kunstmaler tätig. Hauptberuflich war er von 1874 bis 1878 in einem kaufmännischen Beruf in München tätig und ging 1979 nach Reutte in Tirol, wo er bis zur Pension ab dem 1. Februar 1919 als Prokurist einer Textilfabrik tätig war. Aus den Mitteilungen des Deutschen und Österreichischen Alpenvereins Nr. 7. aus dem Jahr 1909 geht hervor, dass er auch als Vorstand der Sektion Reutte Alpenvereins tätig war.
Auch in Reutte war er als Bildnis- und Landschaftsmaler tätig und malte hauptsächlich in Öl, einzelne Bilder auch in Aquarell. Motive waren vornehmlich Tiroler Landschaften um Häselgehr, aber auch das Graubündner Bernina-Gebiet in der Schweiz und die Ostsee. Nach damaliger Selbstauskunft gab es eine Ausstellungsbeteiligung mit dem Tiroler Handels- und Gewerbebund in der Innsbrucker Thurn und Taxis Galerie.
Im Rahmen einer Befragung von 350 Tiroler Künstlern durch den Verein für „Heimatschutz in Tirol“ im Jahr 1926 gab er in seinem Fragebogen an, zu diesem Zeitpunkt verwitwet gewesen zu sein. Zudem verwies er im Punkt „Herkunft der Familie“ darauf, dass die Familie der Riezler aus dem Ort Riezlern im Kleinwalsertal stammte. Seine verstorbene Frau war Caroline Riezler, geborene Rautenkranz. Die Fragebögen wurden vom Verein gebunden 1927 dem Tiroler Landesmuseum Ferdinandeum übergeben.
Riezler starb in seinem Wahlheimatort.